# Jerdon-bokorpacsirta
A Jerdon-bokorpacsirta (Mirafra affinis) a madarak osztályának verébalakúak (Passeriformes) rendjébe és a pacsirtafélék (Alaudidae) családjába tartozó faj.

## Rendszerezése
A fajt Edward Blyth angol ornitológus írta le 1845-ban. Sorolták az asszámi bokorpacsirta (Mirafra assamica) alfajaként Mirafra assamica affinis néven. Magyar és tudományos faji nevét Thomas C. Jerdon brit zoológus tiszteletére kapta.

## Előfordulása
India és Srí Lanka területén honos. Természetes élőhelyei a szubtrópusi és trópusi száraz erdők és cserjések, sziklás környezetben, valamint legelők. Állandó, nem vonuló faj.

## Megjelenése
Testhossza 15 centiméter.
|  |

## Természetvédelmi helyzete
Az elterjedési területe nagyon nagy, egyedszáma pedig stabil. A Természetvédelmi Világszövetség Vörös listáján nem fenyegetett fajként szerepel.